# AKIBA'S TRIP2
『AKIBA'S TRIP2』（アキバズトリップ2、Akiba's Trip: Undead & Undressed）は、2013年11月7日にアクワイアが開発・発売したPlayStation 3およびPlayStation Vita用アクションアドベンチャーゲーム。2011年にリリースされた、秋葉原を舞台としたアクションアドベンチャーゲーム『AKIBA'S TRIP』の続編。
本シリーズの特徴的アクションである、敵キャラクターの衣服を脱がせる「ストリップアクション」には、新たにパートナーの女性キャラと共に行う「ユニゾンストリップ」が加わった。
後に他機種で発売され、2023年にはディレクターズカット版も発売された（#他機種版）。

## システム

### 基本システム
マップ移動
前作では全体マップから移動場所を選択していたが、本作ではマップ間を直接移動する仕様に変更されている。
（一度行った場所はマップ画面に移動して、直接場所移動をすることもできる）
マルチエンディング
主人公の選択によってヒロインのルートが確定される。さらに好感度によってノーマルエンドとトゥルーエンドに分かれる。
攻略可能のキャラクターは雫、トーコ、RIN、志遠の4名(ただしルートは実質的に二つだけ)。妹も攻略対象だがメインストーリーにかかわらず妹ミッションをクリアすることでゲームクリア後に現れる。ディレクターズカット版においてカティのルートが追加された。
戦闘
パートナーや味方の行動はAIで勝手に戦いパートナーのみ攻撃と待機の指示ができる。
基本的に主人公一人かパートナーの二人で行動することが多く戦闘もそうなる。敵の場合は戦闘中の現場に遭遇して加勢に来ることがある。
戦闘に入るには認識カメラで魔骸者を識別してから話しかける、もしくは振り払い行動で戦闘に入る（逃げ出す者もいる）。それ以外でも、ミッション内容によっては一般人と戦う場合もある。
振り払い行動や戦闘の巻き添えで魔骸者ではない一般人にも攻撃してくることがある。倒すには同じく服をすべて脱がせる必要がある。脱がしたい服を着ている人物がいたら、魔骸者でなくても襲いかかるのもありだが、やりすぎると隠しステータスの評判が下がる。また、戦闘中に警察官に見つかると、駆けつけ逮捕されることもある（敵も脱がされている状態だと逮捕されることもある）。逮捕されると戦闘は中断され警察署に連行され罰金を払い解放される。一旦戦闘態勢に入るので、倒してしまえばそれで回避可能（序盤では敵わないほど強いが）。警察官が魔骸者という場合もある。
近くにいると必ず戦闘に加勢してくる前作のカゲヤシとは異なり、魔骸者は戦闘が始まると対象となる魔骸者以外はランダムで逃走または加勢してくる。また、一旦逮捕されたキャラの場合、逮捕状態から解除されると魔骸者であっても逃走する。
魔骸者は日の光に弱いため服を脱がせることで消滅させることができる。魔骸者でない場合は、体を隠しつつどこかへ逃走する。逆に主人公の服すべて脱がされるとゲームオーバーになり、パートナーや仲間も脱がされるとしばらく戦線を離脱する。
ダメージを受けても服装を整えることで回復可能だが、整えている最中は無防備なので注意。また、奪われてしまった服までは回復しない。服を奪われてしまうと、たまに返ってこない場合がある。この場合、秋葉原駅近辺にある店で買い戻すことが可能。破かれてしまうと不可。
頭、上半身、下半身を攻撃し一定ダメージを与えて掴むと、服を脱がす行動（ストリップアクション）に入る。
合成
妹の部屋で行える。武器や衣装を合成することで攻撃力や耐久力を引き上げられる（有料）。メイン素材のステータスにサブ素材のステータスの2割が加算される。
どの装備であっても上限は同じなので、強化し尽くせばモーションの好き嫌いで選択できる。

### ストリップアクション
服が無点滅・緑点滅の状態は振りほどかれ、黄色点滅状態でケージが現れ服の引っ張り合い状態へボタンの連打でケージを増減し無くなると脱がされる。赤点滅の場合になるとストリップアクションが発生し服を脱がす。さらに攻撃を加えていくと破れる。装備している武器系統により攻撃アクションは異なる。（アクションごとに攻撃力に違いはなく、あくまでモーションのみが変化する）。
服を上手く脱がせられるとアイテムに出来るが、服のタイプごとに設定されたストリップレベルが最大になっていないと必ず破いてしまうため、何度も脱がして経験値を稼がなければならなくなる。
武器や靴などの小物は、撃破後にドロップする形となっている。武器は100％、靴はサポートアイテムとともにランダムでドロップする。
連ストリップ
戦闘中の敵衣装が一定以上のダメージを受けている（黄色点滅・赤点滅状態）場合、ストリップアクションが発生すると連続で脱がせることが可能。対象を脱がせるだけ脱がした後、別キャラが該当のダメージを負っていれば距離は無視してそちらへのストリップに移行する。
連続回数に応じて経験値ボーナスがかかるが、回数が増えるごとに受付時間が短くなっていく。
フルストリップ
連ストリップが7連続以上成功すると最後に特殊演出が発生し、すべて脱がされた敵の下着も脱がせられる。
脱がされた敵は股間などが体が光って見えなくなる。そのあとに真面目な話をするイベントキャラだろうが問答無用である。
フルストリップが成功すると下着がドロップされ入手することができるようになり、装備することが可能となる。なお、服はサブミッションを終えると異性の服も着られるが、流石に下着は男女個別。
脱がした服と違い、こちらは武器・靴下・アイテム類同様、地面に落ちているのを回収する必要がある。そのため、大半の下着はイベント戦でしか取れず、取り損ねるとイベント前からやり直すか周回しなければならなくなる。
稀に股間や胸の部分が光らず剥き出し状態となってしまう事があるが、肝心の部分は貼り付けてある絆創膏で見えないようになっている。
ユニゾンストリップ
序盤のイベント後、同行するパートナーがいると画面左上にケージが表れ攻撃すると溜まっていき満タンになるとユニゾンストリップが使える。
主人公とパートナーの連携攻撃でカットシーンが入る。頭、上半身、下半身すべてに大ダメージを与え服の赤点滅部分をすべて脱がす。
また近くの敵すべてに小規模のダメージを与え、服の状態に関わらず即座に脱がす事が出来るスタン状態にする効果があり、脱衣技次第ではフルストリップも可能。
カウンターストリップ
相手の服が赤点滅状態でガードカウンターをすると服を脱がせる事が出来る。

### 用語
魔骸物（マガイモノ）
人造吸血鬼などと称される怪物。欲望にまみれた人間の姿とも言われる。
欲望にまみれた行く末により生まれる「乾き」をなくすために他の人間の精を吸い生きているとされる。一部の理性を保つ個体は人間を襲わずとも生きていけるが常人離れした食欲を有し、異常なまでの量の食事を取るようになってしまう(本編で殆ど触れる事がないので詳細は不明)。
不死性に加えて驚異的な身体能力(主に反射神経と耐久力)が備わっているが知能は通常の人間と変わらず、太陽に弱い（ある程度の耐性を持つ個体もいるが極めて少ない）といった致命的な弱点がある。
対処法として衣服を脱がせて日の光で浄化すると言った対策が取られる。また、吸血鬼ではないのでニンニクなどは効かない。
作中では、普通に会話するだけでは特に見分けが付かないが、イベント後のカメラで撮影することで見分けられるようになる。また、魔骸者の間では主人公に賞金がかかっている模様。
闘技場
不在の持ち主にかわりオネェのアントワネットが取り仕切る。
マスターの紹介で訪れることができるようになり、以後はストーリーと関係無く訪れるたびに強力になってゆく相手との対戦を行うことができる。
ランクは低い順からF、E、D、C、B、A、Sの7つに分けられており、一段階ずつ攻略する事でランクが上がっていく。どのランクであってもクリアするタイミングに制限はない（最初からいきなり全てクリア可能）。
ランクに応じて対戦相手の強さが変わっていき、ランクが高ければ高いほど珍しい衣服や武器を入手出来るようになっていく。
対戦に勝利した暁には賞金が貰えるほか、最後の相手を倒すと称号及びストリップアクションを変更できる装備が貰えるなどミニゲーム要素がある。
また、難易度がカジュアル以上であれば闘技場を制覇した後にアントワネットに挑む事が出来る。

### ミッション関連
サブミッション
メインミッションを進めるとサブミッションを受けられるようになる。達成すると報酬（金）が得られる。
大半のサブミッションには有効期限があり、メインミッションを進めすぎるとリストから消え受けられなくなる。既に受けていればキャンセルさせられる。
AR機能
Vita版のみ。Vita本体にあるARカメラを使ってキャラクターを飛び出させるような遊びができる。

### その他
ゲームクリア特典
ゲームをクリアするとクリアした条件によって色々機能が解放される。ヒロインをクリアするとそのヒロインパーツを主人公のキャラクリエイトで選ぶことが可能。
難易度カジュアル以上をクリアすると難易度ヲタクが選べる。難易度ゲーマー以上をクリアすると主人公キャラクリエイトでボイスが変更できる。
また一度クリアすると選択で誰の好感度が上がるかわかるお助けシステムが追加されオプションで選べる。
主人公のキャラクリエイトで女性キャラになると妹から「ねぇね」と呼ばれる（文字はにぃに）。女性キャラ時でも一部イベントでは男扱いとなる。イベントCGは変化しない。

## ストーリー
主人公の少年は人体実験の被験者として人造吸血鬼に改造されてしまうが、実験後に処分されそうなところを謎の少女により救出された。秋葉原の自警団に加わった主人公は、秋葉原にはびこる魔該者との戦いを繰り広げる。

## 登場人物

### アキバ自警団（モグラ）
秋葉原の治安維持を目的に、自主的に行動する集団。SNS「ポツリ」の情報から、それなりに知名度がある模様。
魔骸者との戦闘は傍から見ると喧嘩にしか見えないため、怪訝な目を向けられるときもある。
ナナシ（漫画版：春日野 晴真）
声　- 逢坂良太
本作の主人公。普通の男子高校生でありオタク。秋葉原を気に入っており、観光名所などの地理に詳しい。
稀少グッズがもらえるというバイトに何となく応募したらしいがあくまで表向きであり、人体実験の被験者として人造吸血鬼・魔骸者（マガイモノ）にされてしまう。
実験後に処分される予定であったが、闖入してきた謎の少女・刻風雫の協力によって研究所からの脱出に成功する。しかし、その際に雫をかばい背中を殴打される。
怪我を負うことはなかったが、これが原因で半ば強引に雫に血を直接飲まされて「眷属」となってしまい、命の危険に晒される切っ掛けを作り出してしまう事になる。最終的に人間に戻れるかはルートによる。
地味な雰囲気と容姿のせいで周りから過小評価されることが多く、先入観や決め付けを嫌う。
突出した特徴は無いが、大抵の事をソツなくこなすぐらいには要領が良い。
鷺坂 登子（さぎさか　とおこ）[トーコ]
声 - 斎藤千和
秋葉原近隣の女子大に通う学生であり、主人公の幼馴染で趣味はサイクリング。
本編の2年ぐらい前から秋葉原自警団に参加している為か、自警団の一員として活動している期間が長い。
スマートフォンなどの電子機器に弱くガラケーを愛用するが、使い古しているためにルートによっては機種変更をすることになる。
アイドルであるRINのファンではあるが、自警団の中ではオタク的要素が薄くアキバ事情に関しても詳しくないなど、地味に浮いている。正義感が強く身体能力と戦闘能力に自信を持っているが、慎重さに欠けた行動を取るために面倒を増やす事も少なくない。
口下手なのかあまり気の利いた事が言えず、フォローをしようにも陳腐な言葉が出るだけで全く意味を為さなかったりする。
本人は幼馴染である事を主張しているが、主人公とは殆ど顔見知りに近い関係でしかない。
カティ・ライコネン
声　- 山崎はるか
日本のアニメーションやJRPGが大好きで、勢いあまって留学してきたフィンランドの少女。自警団アジトとなっているゲームバー「モグラ」でメイドとしてバイトをしている。
来ているメイド服はモグラの制服ではなく自前の物。
秋葉原にいる皆の力になりたいという信念のもと、自警団の一員として主人公を微力ながら支援する。女性キャラではあるがヒロインではないため攻略不可能であり、好感度を上げるような選択肢自体が存在しない。
時折話すことわざなどがあやふやで「かつて兜のオトメロード（意・勝って兜の緒を締めよ）」などの間違いを犯す。
とある人物から魔骸者と化した主人公同様に「変わっている」との指摘を受ける。ストーリーによっては悪用されるシーンもあるが詳細は不明。
ディレクターズカット版にてその全貌が明らかになると共に、原作では実装できなかったヒロイン化が実現しており、本作の集大成とも呼べる、事実上のトゥルールートとなっている。
TVアニメ版『AKIBA'S TRIP -THE ANIMATION-』では「TRIP 2」に登場していたがメイド喫茶にいる。
妹（ナナ／漫画版：春日野ナナ）
声 - 洲崎綾
主人公の妹。現在モグラの中に勝手に自室を作って引きこもり中。洋服と裁縫が好きなインドア派で主人公が集めた武器や服の合成を行える。
人付き合いが苦手で知り合いであろうと積極的に関わる事はない。ぶっきらぼうな物言いだが主人公だけは「にぃに」と呼んで慕っており、わがままを言いつつおつかい(妹ミッション)を頼んだりゲームで遊んだり会話でブラコンである事を暴露する程度に仲が良い。なお、全裸で一緒に風呂に入るのにも抵抗がない。
最後の妹ミッションで引きこもりとなった原因(実際は同級生の友人とのすれ違いと勘違いから始まった些細な問題)が明らかになり、選択肢を間違えなければ話し合いだけで無事に解決し、ミッション完了となる。
妹ミッションを全て達成する事でスタッフロール後に兄妹同士の(選択肢込みの)会話が追加される。
杉山　喜八（すぎやま　きはち）
声　- 髙階俊嗣
ゲームバー「モグラ」のマスター。秋葉自警団のとりまとめ的な立場を取っている。
年長者だけあって秋葉原の事情に精通しており、主人公が引き受けるサブミッションの殆どは彼の元に寄せられた物であるため、主人公に斡旋する形で引き受けている。
ゲームバーの店長であるために見回りをする事は出来ず、忙しい事を嫌っている事もあって大抵の事は他のメンバーに任せているが、ルートによっては行方不明となったカティを探すために店を空けて外出する事がある。
何かと苦労人で、従業員であるカティに食事は美味しくないと言われたり、戒斗に罵られるなどいじられキャラの側面もある。
主人公に対しては多少頼りなく思う反面、誰よりも信頼している。
立花　悠斗（たちばな　ゆうと）
声　- 柳田淳一
立花兄弟・双子の弟。秋葉原自警団の団員である。大学2年生。
主人公と同じ目線で物事を見る兄・カイトとは違い、客観的に見ることで的確な意見を出し、サポートにまわる。
基本的に社交的で面倒見のいい性格なので人付き合いが良く、人脈の広さがサブミッションの手助けになる事がある。頭脳労働が得意ではあるが、ヘタレで気弱な部分が目立つためにあまり期待されていない。
実はロリコンである。
立花　戒斗（たちばな　かいと）
声　- 山下大輝
立花兄弟・双子の兄。秋葉原自警団の団員である。弟とは違い浪人生である。キャラクターTシャツにポスターと、一見してオタクと丸分かりな格好をしている。
主人公とは昔からの付き合いであり魔骸者となった後も変わらず仲間として接し、選択肢によってはツッコミを入れてくれたりノリに合わせてくれる。
オタクライフに支障をきたすという理由から、魔骸者を追い出して元の平和な秋葉原でオタクライフを送りたいと思っている。
弟に比べ劣っている点が多く、若干根に持っているのか「兄より優れた弟などいない」、「弟が兄より目立つのが気にくわない」などの発言が見受けられる。
大した取り柄は無いが、出来る限りの事をやろうとする意志と行動力を持っている。

### 夜咬（やがみ）
魔骸者の上位種族であり、極めて長い寿命を有する。しかし、その反面子供の出生率が低下しており、静かに衰退している状況にある。浮世離れし過ぎているせいか、他者に頼るという考えが薄い。
刻風 雫（ときかぜ　しずく）
声 - 三澤紗千香
本作のメインヒロイン。人体実験の後に処分される予定だった主人公を助けた謎の少女。外見に似合わず、年齢は主人公らより遥かに上。
責任感が強く他者を事件に巻き込むことを良く思わず、人付き合いが苦手な事もあって人との関わりを極力避けるように振舞う。
身を挺して自分を助けた主人公をリスクを承知の上で強引な方法で救命する行動を選択する（後に「悔やんでも悔やみきれない」等の発言もある）。
最初の内は自警団メンバーの誰とも打ち解ける事は無かったが、ストプリのアニメ鑑賞・コスプレ・グッズといったオタク趣味に興味を持った事を切っ掛けに心を開くようになる。
実は妹が居るのだが、雫に先んじて里を出て行った際にひどい罵倒文を大量に残していったことにショックを受けており、再会しても距離を置くことになる。実はその手紙は姉を巻き込まないようにするためのものだったのだが、よほどの内容だったのか誤解が解けたあともたまに皮肉を言っている。
メインヒロインだけあって主人公と行動を共にする機会が多く出番が多いが、口数と会話の少なさから大半のイベントは短くやりとりもあっさりしている。
ルートによっては主人公の説得で秋葉原に残るか、ラスボスとして主人公と対峙することになる。

### 大師本製薬会社
霞会　志遠（かすがい　しおん）
声　- 中村繪里子
大師本製薬会社の社長。美人社長としてテレビに出演することもある。
立場以前に医学分野の知識と技術に長け、バレエを護身術代わりにする大胆さと発想力、それを実行に移すだけの行動力を持つ。
インターネットソーシャルメディアの噂程度でしかなかった魔骸物騒動に興味を持ち、主人公と秋葉自警団に接触を図る。
見た目とは裏腹に敵に対してはドSで、ユニゾンストリップでは発言と行動が顕著で一切の躊躇が無いが、主人公にドン引きされながらも完璧に連携をこなす。
研究熱心でマイペースで裏がありそうな反面、主人公とは終始敵対する事なく味方同士であり続ける。
ルートによっては主人公と共に自警団を裏切る事になってしまうが、要所で体調を気遣ったり好意を人前で堂々と伝えるといった意外な面を見せるようになる。また、主人公を人間に戻せる唯一にして貴重な人物でもある。
カティルートにおいては宗牙との関係が仄めかされている。
霞会家は医者の家系であり、製薬の家系である大師本とは浅からぬ関係がある。
Rin(刻風　霖（ときかぜ　りん）)
声 - 金元寿子
インターネットから話題を集め人気となった秋葉原のご当地ミュージシャン。
大師本製薬会社のマスコットキャラクターとしてMC等に出演しているが、社長である霞会を信用しないように主人公に警告したり、事件解決のためには雫と手を切る様に持ちかける。
普段はツンデレでミュージシャンとしては厨二病のようなキャラを演じているが、本来の性格は攻撃的でプライドが高く強気そのもの。ただし混乱したり可愛い物を見るとキャラが崩れる。ナナをとても気に入っている。
その正体は雫の実の妹であり、里を抜けた同じ一族である輝月宗牙を追って秋葉原に訪れ、紆余曲折を経てアイドルとして活動するに至る。
姉である雫に対して自分に目を向けて欲しく思っている反面、主人公に対して嫉妬に似た感情を抱いており、事あるごとに馬鹿にしたり喧嘩腰となって突っかかるが、個別ルートでは終盤から態度を一変させてデレデレとした態度をとるようになる。
自信家で調子に乗りやすく、考慮に欠ける行動によって余計なトラブルを招く原因を作ることが多い。
坂口　興馬（さかぐち　こうま）
声　- 藤吉浩二
大師本製薬会社の専務。実力でのし上がり掴んだ立場ではなく、上司に取り入って取った地位であることが明言されている。実は敵組織の資金面などにおける支援者でもある。
重役に就きながらも奔放な霞会に振り回されては苦労が絶えず、秘密裏に組織を全面的に支援しても一度の失敗(または単独行動)であっさりと見捨てられてしまうなど、全体的に扱いの酷さが目立つ。
社長である霞会からは「小物」、「自分（社長）の座を狙っている」との評価を受けるが信頼は厚く、多少は彼女のブレーキ役となっている面もある。
ルートによっては終盤で再登場し、社長に扱き使われながらも味方として主人公に加勢するようになる。また、志遠ルートの最終局面においては、ある理由から主人公の元を黙って去ろうとする彼女のことを主人公に伝え、本ルートにおける最後の功労者となっている。
カティルートではある理由により、禅夜と共に主人公に力を貸す。

### 謎の組織
輝月　宗牙（かぐつき　そうが）
声　- 竹内良太
自称秋葉原への旅行者。主人公をカティ共々「変わっている」と称する。
UD+で買い物帰りの主人公たちの前に姿を現し、当り障りの無い会話を交わして去るが、真意は不明。
闘技場で禅夜との決戦を制した主人公の前に再び姿を現し、意味深な選択肢と警告を残して去っていく。
その正体は夜咬の一族の長にして事件の黒幕であり、一族を救うためにあらゆる手段で量産した魔骸者と特殊な装置を使って生命エネルギーを吸い上げる魔の都市に変えることを最終目的としている。
特殊な長剣を扱う強敵であり、一部のルート以外では必ずパワーアップし、本気を出す。
天羽　禅夜（あもう　ぜんや）
声　- 神原大地
主人公をニセのバイトでおびき寄せた張本人。選民思想が強い。実はアイドルオタクでRinのファンで、赤い剣のように見える武器は実はサイリウム。
処分する予定だった主人公を取り逃し、異常なまでの執念で始末しようとする。
最初の内は異常なしぶとさと悪運の強さで3回に渡り主人公を色々な意味で苦しめるが、4度目の戦いで完全敗北し消滅する。
元々はオタク趣味を持ったサラリーマンでしかなかったが、趣味に使う収入を増やすために組織に加わり、あらゆる罠を張り巡らせて秋葉原中の一般人を魔骸者へと変えていき、組織拡大に貢献すると共に幹部としての地位を築き上げる。
他人よりも優れていなければ気が済まず、自己中心的で歪んでいる上に貸し借りを嫌うなど魔骸者そのもののような性格をしている。
ルートによっては人間として復活するが、敵対関係である事は変わらず5度目の戦闘となる。
ディレクターズカット版で追加されたカティルートにおいては主人公と共闘する。他のヒロイン同様ユニゾンストリップがあるが、当然恋人にすることはできない。

## 主題歌
「TRUE STORY」
歌 - 春奈るな

## 他機種版
2014年7月3日には、PS3版, PS Vita版にて配信されたDLCをすべて収録し、グラフィックの向上や新要素の追加がなされたPlayStation 4版が発売、2015年5月26日にはXSEED GamesからMicrosoft Windows版が発売、2017年2月2日にはPS4版のみテレビアニメ版の要素が追加され初回特典盤には同アニメの第1話が収録されたDVDも付いたスペシャルパッケージ『AKIBA'S TRIP2+A』が発売された。
Microsoft Windows版はPS4版からの移植であるが、実況プレイモードのみPS4のハードウェア特有の機能を利用したものであるため、PC版では非搭載となっている。また、タイトルはAKIBA'S TRIP: Undead & Undressedで、言語はインターフェース、吹き替え、字幕のすべてが英語と日本語の両対応となっている。
2023年4月20日には、新要素を追加したバージョンの『AKIBA'S TRIP2 ディレクターズカット』がPlayStation 4/Nintendo Switch向けに発売された。各種DLCのほか、オリジナル版には諸事情で組み込めなかったカティ・ライコネンのルートが実装されている。また、従来のPlayStation 4/Steam版の購入者向けとして、「ディレクターズカット」の内容にアップグレードする有料DLCが配信される。一方で、「GUNDAM cafe」が「GONDOM cafe」に、「NTTdocomo」が「codomo」になるなど、いくつかの実店舗が架空の店舗に替わっている。

## 漫画版
『WEBコミックガンマ』（竹書房）にて2014年5月22日より2015年6月20日まで連載。作画は草壁レイ。
- 『AKIBA'S TRIP2』バンブーコミックス（全2巻）
  1. 2015年2月6日初版発売 ISBN 978-4801950825
  2. 2015年9月7日初版発売 ISBN 978-4801953437